# Le Beulay
Le Beulay is een gemeente in het Franse departement Vosges in de regio Grand Est. De plaats maakt deel uit van het arrondissement Saint-Dié-des-Vosges en sinds 22 maart 2015 van het kanton Saint-Dié-des-Vosges-2. Daarvoor viel de gemeente onder het op die dag opgeheven kanton Provenchères-sur-Fave.

## Geografie
De oppervlakte van Le Beulay bedraagt 2,4 km², de bevolkingsdichtheid is dus 45,4 inwoners per km².
De onderstaande kaart toont de ligging van Le Beulay met de belangrijkste infrastructuur en aangrenzende gemeenten.

## Demografie
Onderstaande figuur toont het verloop van het inwonertal (bron: INSEE-tellingen).